# 日泰関係
日泰関係（にったいかんけい、タイ語: ความสัมพันธ์ญี่ปุ่น-ไทย、英語: Japan–Thailand relations）では、日本とタイの関係について述べる。

## 両国の比較
|             | 日本                                                     | タイ王国                                                    |
| ----------- | -------------------------------------------------------- | ----------------------------------------------------------- |
| 人口        | 1億2,614万6千人（2020年）                                | 6,617万人（2021年）                                         |
| 面積        | 37万7,975 km2 (145,937 sq mi)                            | 51万3,140 km 2 (198,124 sq mi)                              |
| 人口密度    | 333.7人/km2 (864.4/sq mi)                                | 129.0人/km2 (334.0/sq mi)                                   |
| 首都        | 東京                                                     | バンコク                                                    |
| 最大都市    | 東京都区部 – 人口 973万3000人（2020年）                  | バンコク – 人口 835万8000人（2020年）                       |
| 政体        | 単一 議院内閣制 立憲君主制国家                           | 単一 議院内閣制 立憲君主制国家 （2019年民政復帰）           |
| 公用語      | 指定なし (事実上、日本語を用いる)                        | タイ語                                                      |
| GDP（名目） | 5兆1,487億米ドル（2019年） (国民一人当たり40,791米ドル） | 5,420億1,700万米ドル（2019年） (国民一人当たり7,785米ドル） |
| 軍事費      | 491億米ドル（2020年）                                    | 73億米ドル（2020年）                                        |

## 歴史

### 前史
1388年（仏暦1931年／嘉慶2年）、室町将軍足利義満のときに、暹羅船が日本に1年間滞在したという記録がある。また、14世紀にタイ中部で興ったアユタヤ朝は次第に勢力を伸張させ、1362年にアンコール朝を吸収、1438年にはタイ北部のスコータイ王朝を滅ぼしタイを統一した。このころから既に日本人の一部はタイに入植しており、王都アユタヤ（現・アユタヤ県ムアン郡）には日本人集落も形作られるようになった。1477年には琉球王尚真がタイと交易を開いた記録が残っている。

### 日本人町の形成

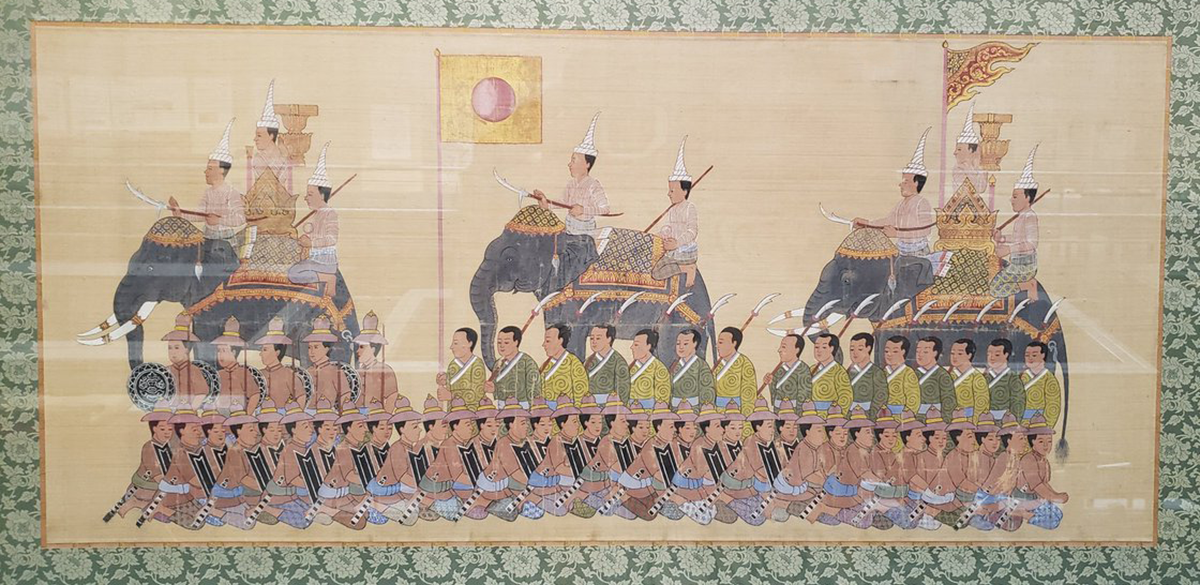
アユタヤ王国の日本人兵士

タイでの日本人の活動が活発化したのは、ビルマからの攻撃に悩まされていたアユタヤ王ナレースワンが日本人傭兵を大量に採用してからである。傭兵の数は600人に達し、彼らは首都郊外のアユタヤ日本人町に定住するようになった。1592年から朱印船貿易が行われるようになると町は活況を呈し、ソンタムがアユタヤ王につくと日泰間の友好関係も促進された。

日本はタイ製の火器・銃器などを輸入し、馬などを輸出した。また、豊臣氏、徳川氏が天下をとることによって合戦が起こらなくなった日本では、それまで戦に参加することで日々の糧を得ていた層が、大量の浪人となっていた。彼らは海外に活躍の場を求め、日本を出国していった。欧州各国の東インド会社や、東南アジア諸国は、戦闘経験の豊富な日本人を傭兵として雇うようになり、各地に日本人町が作られた。タイもまた、例外ではなく多くの日本人が移り住んだ。
1621年には城井久右衛門の後を継いだ山田長政が首領に就任、最盛期を迎え、1500人もの民間人と800人の傭兵が居住していたとされている。1628年（仏暦2171年／寛永5年）には山田長政がタイの最高の官位であるオークヤーに任じられるなど、政治面でも大きな力を持つようになったが、1629年（仏暦2172年／寛永6年）プラーサートトーンがアユタヤ王につくと王家の政争に巻き込まれ1630年に町を焼き払われることとなり、日本人は散り散りになった。2年後の1632年には再び日本人が集まり町が再興されたがかつて程の勢力は得られず、1635年に日本で鎖国令が出されたこともあり、人口も400人前後にとどまった。プラーサートトーンはその後日本との交易を望み、1636年に日本に使節を送り通商を求めたが拒否されている。以後250年ほど日泰間の国家的な交流は断絶することとなった。日本人町はその後次第に現地人との混血が進み、1800年代に入ると消滅した。

### 開国以後
1887年（仏暦2430年／明治20年）、外相のテーワウォン親王（ラーマ4世・モンクットの子息）が東京を訪問、同年9月26日『修好通商ニ関スル日本国暹羅国間ノ宣言』（日・タイ修好宣言）が調印したことによって日本とタイの外交が本格的に始まった。同年9月22日、タイ国王の弟で外務大臣を務めていたデヴァウォングセが靖国神社を参拝。この後アジア関連の専門家稲垣満次郎が政府に使いを頼まれてタイに渡り、1894年4月13日にテーワウォン親王と会見し通商条約の締結を打診した。この時稲垣は単刀直入に「日本はタイと不平等条約の締結を結ぼうとしていますが如何ですか」との旨の質問を行った。テーワウォン親王はこれに対して、「欧米とも同様な条約を結んでいるので、日本だけに条約の締結が出来ませんとは言えません」との旨の回答を行っている。これはつまり、当時タイがイギリスとフランスに挟まれ、軍事的な危機に陥っていたため、日本を介入させてこれを緩和しようとするねらいがあったためである。
1896年（仏暦2439年／明治29年）、日本の時の首相大隈重信は外交拡張政策の一環にタイに公使館を設置すると、稲垣を公使に就けた。1898年（仏暦2441年／明治31年）2月25日、日本はこの稲垣を通じて『日本暹羅修好通商条約航海条約』を締結した。この条約では日本を最恵国待遇とする事、日本のタイ国での治外法権などを定めた一方で、法典編纂完了の後は平等条約に切り替えるという欧米の結んだ不平等条約よりもより画期的な条項を含んでいた。一方で、タイ人でなくともアジア人に対してはタイ人と同様に見なすことを認めていたタイの伝統的な対アジア人政策を翻すことになり、タイに住む日本人の土地所有が否定されるという弊害も生んだ。

日本は条約締結と同時にタイの法典編纂に協力することを約束。法律家政尾藤吉が日本から派遣された。このころ日本はイギリス・フランス両国の影響を払拭しようと「タイ近代化を促す」というのを半ば公式見解として、日本人の技術者が数多く派遣された。ラーチニー女学校やカセサート大学の元になった養蚕研究所などはいずれもこのころの日本人の功績である。

### 第一次世界大戦以後

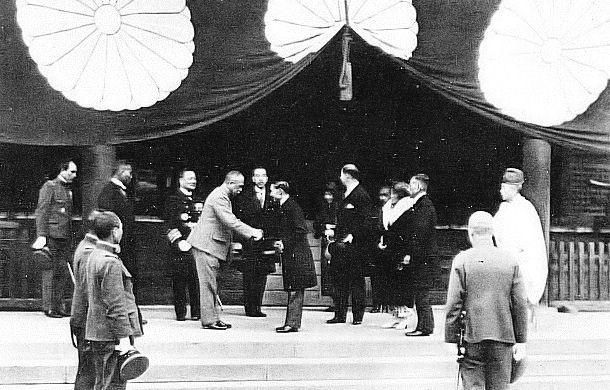
タイ国王ラーマ7世による靖国神社参拝（1931年5月）

1921年（仏暦2464年／大正10年）日本は再び修好通商条約を結ぼうとした。今度の条約では日本人の土地所有を認めさせたり、タイの裁判所に日本人弁護士を設置しようとするものであった。しかし、タイは第一次世界大戦に参加して戦勝国となり国体的地位をある程度認められていた上に、国際的に不平等条約撤廃という動きのある中で、日本のより進んだ不平等条約は受け入れられないものであった。このため日本は1924年（仏暦2467年／大正13年）3月10日にアメリカが1920年に調印したものと同内容の修好通商条約を締結した。これは後にタイが立憲革命を経て法典整備を完了すると、欧米諸国とともに不平等条約を撤廃するに至る。
立憲革命を支援した駐シャム特命全権公使矢田部保吉の働きかけにより、満州事変の際、リットン調査団報告書の承認に関する国際連盟総会における決議で、タイが棄権票を投じた。しかしながらこれは、欧米にも日本にも、どちらにも肩入れできないタイにとって、苦渋の選択による中立であった。しかしこのタイの姿勢は、日本に好意的に解釈され、松岡洋右代表による「タイは日本のために賛成票を投じなかった。欧米はこのことを教訓にすべきだ。友好国タイを攻撃するものがあれば日本は全力でタイを守る」との旨のコメントが新聞に発表され、日本から感謝の電報が送られた。1931年にはラーマ7世が訪日した。
なお矢田部の支援により起草されたタイ王国憲法は、大日本帝国憲法（明治憲法）を参考にしたことは言うまでもない。特に王制や立法府制度の根幹は21世紀になった今でも形を変えつつ堅持されており、この結果日本とタイは事実上明治憲法の理念を共有した兄弟国となった。

### 第二次世界大戦

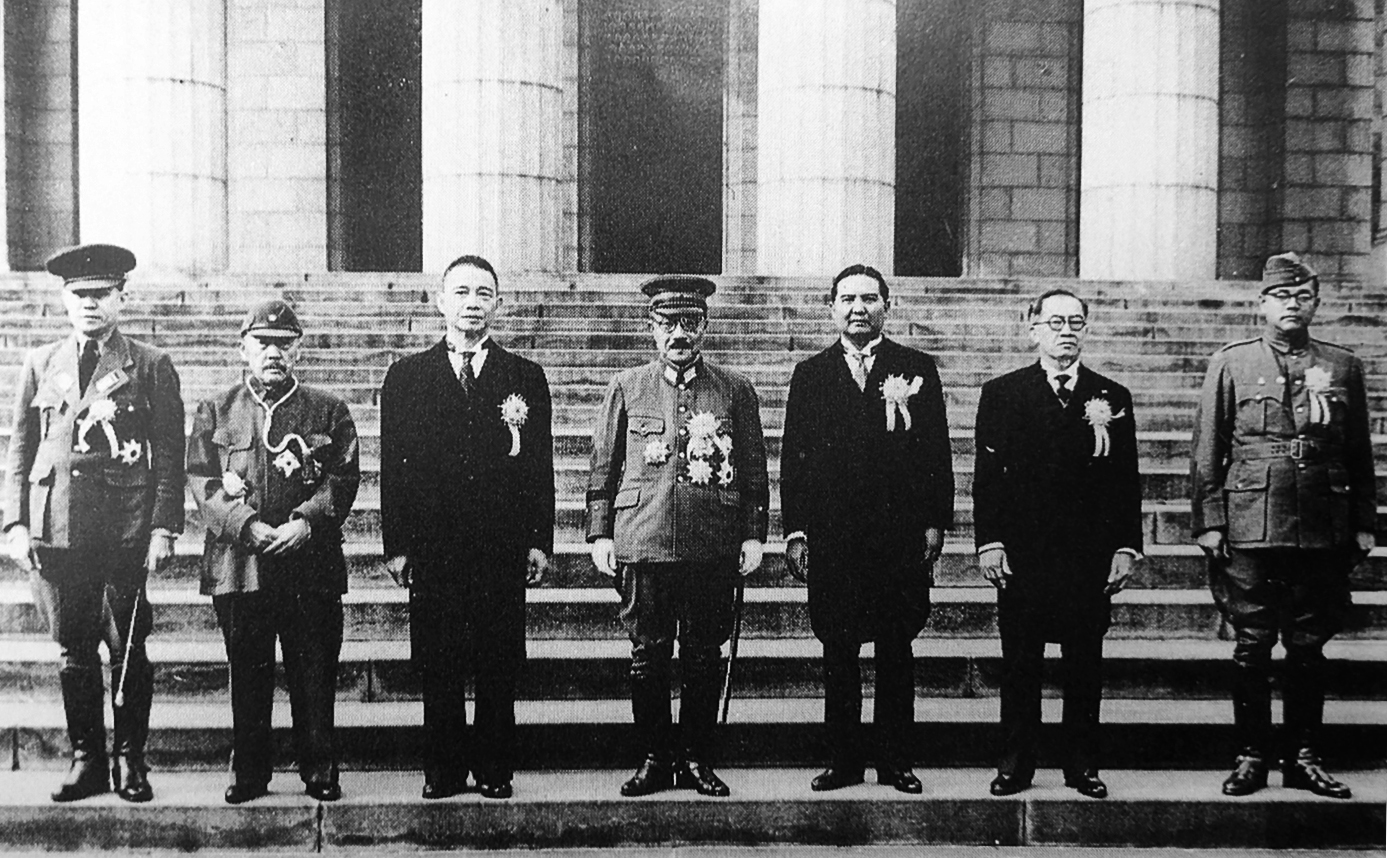
大東亜会議に参加した各国代表。左からバー・モウ（ビルマ）、張景恵（満州国）、汪兆銘（中華民国）、東條英機（日本）、ナラーティップポンプラパン（タイ）、ホセ・ラウレル（フィリピン）、スバス・チャンドラ・ボース（インド）

1940年から1941年にかけてのタイ・フランス領インドシナ紛争ではタイはフランスに対して次第に劣勢となったが、1941年5月8日に日本の調停によってカンボジアとラオスの一部がタイに返還された（東京条約）。1941年4月28日、ナラーティップポンプラパン親王（ワンワイタヤーコーン）親王が靖国神社を参拝する。太平洋戦争が開戦した1941年には初代駐タイ大使として坪上貞二が着任し、日本はタイ領の通過を求めて1941年12月8日南タイを侵攻、同11日には『日本国軍隊のタイ国領域通過に関する協定』をタイ＝日本間で締結した。これはタイに戦争協力を求める一方で、タイがイギリス・フランスに割譲した領土の回復に協力するとの旨が書かれていた。このためタイ政府は日本に協力的姿勢であった。12月12日、外務大臣ウイチット・タワカーンが靖国神社を参拝する。12月21日には日泰攻守同盟条約が締結された。1942年1月25日、タイはアメリカ・イギリスに対して正式に宣戦布告した。しかしこの布告文書には摂政の一人プリーディー・パノムヨンが署名していなかった。
この戦争中の日本との濃厚な外交関係はインフレなどの大きな問題を生んだが、一方で日本はスズ、チーク材と言う米と並んで重要な輸出品目をイギリス商人の独占から解放し、中央銀行を設置してイングランド銀行からタイ経済を分離させたという側面も持っていた。

1942年1月に日・タイ両国学生交換協定が締結され、同年6月には、広田弘毅元首相や、矢田部保吉特命全権大使、水野伊太郎特命全権公使、朝海浩一郎書記官、東光武三書記官、岡本清福陸軍少将、三島通陽子爵らが、日泰攻守同盟条約慶祝答礼使節団として訪問する。1943年11月の大東亜会議にはナラーティップポンプラパン親王がタイを代表して出席している。一方で、駐米大使セーニー・プラーモートはアメリカへの宣戦布告伝達を拒否し、自由タイ運動と呼ばれるグループを組織した。これはタイ国内、アメリカなどにも広まり、連合国側との連絡をつとめた。当時の首相であったピブーンソンクラームは、閣僚の一人であるルワン・プラディットマヌータムや摂政プリーディーがタイ国内で自由タイに参加する事を黙認し、枢軸国が劣勢になった場合に備えての布石とした。その一方で日本に対しては、自由タイなど眼中に無いかのように振る舞った。

1944年頃から日本の旗色は次第に悪くなって行った。ピブーンソンクラームは、自由タイのメンバーであったディレークを外相に指名するなど、英米よりの外交政策に切り替え始めた。7月にはピブーンソンクラーム自身も辞職に追い込まれている。

### 日本降伏後の日タイ関係
1945年（仏暦2488年／昭和20年）8月12日、駐タイ日本大使山本熊一はポツダム宣言の受諾決定をタイ王国政府に通告した。これは日泰攻守同盟条約に基づくものであったが、タイ政府は通告が遅いと不快感を示し、山本大使は突然の決定であったためと弁明した。しかしタイ政府側は11日の時点でこの情報を察知していた。

8月15日、山本大使はタイの戦争協力に対する謝意を伝える口上書を渡した。この席で、クアン・アパイウォン首相は対米英宣戦布告を無効にする宣言を発することを日本側に伝達し、山本大使の内諾を得た。8月16日、国王の名の下、摂政プリーディーは、「対米英宣戦布告はタイ国民の意思に反したものであり、日本に強制されて行ったのであり、戦時中の損害についてはすべて補償を行う」という平和宣言を発した。これはタイが敗戦国扱いを免れるための措置であり、自由タイと連絡を取っていた連合国もこの「平和宣言」を受け入れ、現在でもタイの主要な戦争認識である。翌日、プリーディー摂政の元を訪れた山本大使は、「昨日発表せられたる宣言により一日も速かに戦争を終結せられんことは帝国政府の最も希望する所である」と伝えている。タイ宣戦布告無効を日本の内諾を得て行ったのは、当時日本軍がタイ国内に残留していたこともある。9月7日、ナラーティップポンプラパン親王が山本大使の元を訪れ、連合国の要請によるとして、タイにおける日本外交機関の停止を通告した。親王はこれが国交断絶を意味するものではないと説明し、その後もタイ政府は外交関係が一時的に停止しているだけだという見解をとり続けた。
9月12日、在留日本人の銀行取引の停止および特定地域からの立ち退きが通告され、9月16日には敵性外国人として、日本人3600人がバーンブアトーン収容所などに抑留されることになった。1946年5月、残留を希望する552人を除く3020人はバンコク港から出港し、帰国した。また在タイ日本財産は連合国に引き渡すために一時的にタイ政府が押収したが、これは1946年までは正式な連合国との協定に基づいて行われたものでなく、横領が頻発した。1952年4月28日に発効した日本国との平和条約によって日タイの外交関係は回復した。タイが押収していた財産は日本側の希望によって日本に引き渡されることとなっていたが、日本側は第三国に過ぎないタイ側の財産侵害は不当であると抗議した。この問題は両国間の懸案事項となり、1953年7月30日の日タイ間合意によって、タイは一定額を連合国に支払うかわりに、在タイの日本財産を手中にすることになった。また、第二次世界大戦中に駐留した日本軍がタイから調達した軍費の弁済については、1955年の日タイ特別円協定によって一応の解決をみた。
1952年（昭和27年）4月6日から4月27日まで、故ラーマ7世の王妃ラムパイパンニーが妹2人を連れて来日。同年4月7日、昭和天皇、香淳皇后は3人を皇居に招いて午餐を催した。同年、4月29日、天皇誕生日にタイ国王から祝電が寄せられ、昭和天皇から答電が発せられた。同年12月5日、ラーマ9世国王の誕生日につき、昭和天皇から勅使を駐日タイ王国大使館へ差遣するとともに祝電を発した。このようなやりとりは戦時中に中断されていたものだが、この年より再開された。
1963年6月4日、ラーマ9世国王の内意により、タイ政府関係者が靖国神社を代理参拝した。タイ海軍の練習艦隊乗組員（士官候補生）によって靖国神社の正式参拝も行われている。

#### 第二次世界大戦中の日本に対する現代タイ人の評価
2008年に外務省がASEAN主要6か国（インドネシア、マレーシア、フィリピン、シンガポール、タイ、ベトナム）に対日世論調査（一カ国約300名、TNSシンガポール社に調査依頼）をしたところ、「第二次世界大戦中の日本について、現在あなたはどうお感じですか」という設問において、以下のような結果だった。
| 項目                                     | シンガポール | マレーシア | タイ | インドネシア | フィリピン | ベトナム | 合計 |
| ---------------------------------------- | ------------ | ---------- | ---- | ------------ | ---------- | -------- | ---- |
| 悪い面で忘れることは出来ない             | 23%          | 27%        | 14%  | 18%          | 27%        | 12%      | 20%  |
| 悪い面はあったが、今となっては気にしない | 69%          | 65%        | 68%  | 70%          | 59%        | 78%      | 68%  |
| 全く問題にしたことはない                 | 5%           | 5%         | 13%  | 5%           | 14%        | 9%       | 9%   |
| 分からない                               | 3%           | 3%         | 5%   | 7%           | 0%         | 1%       | 3%   |

### 戦後

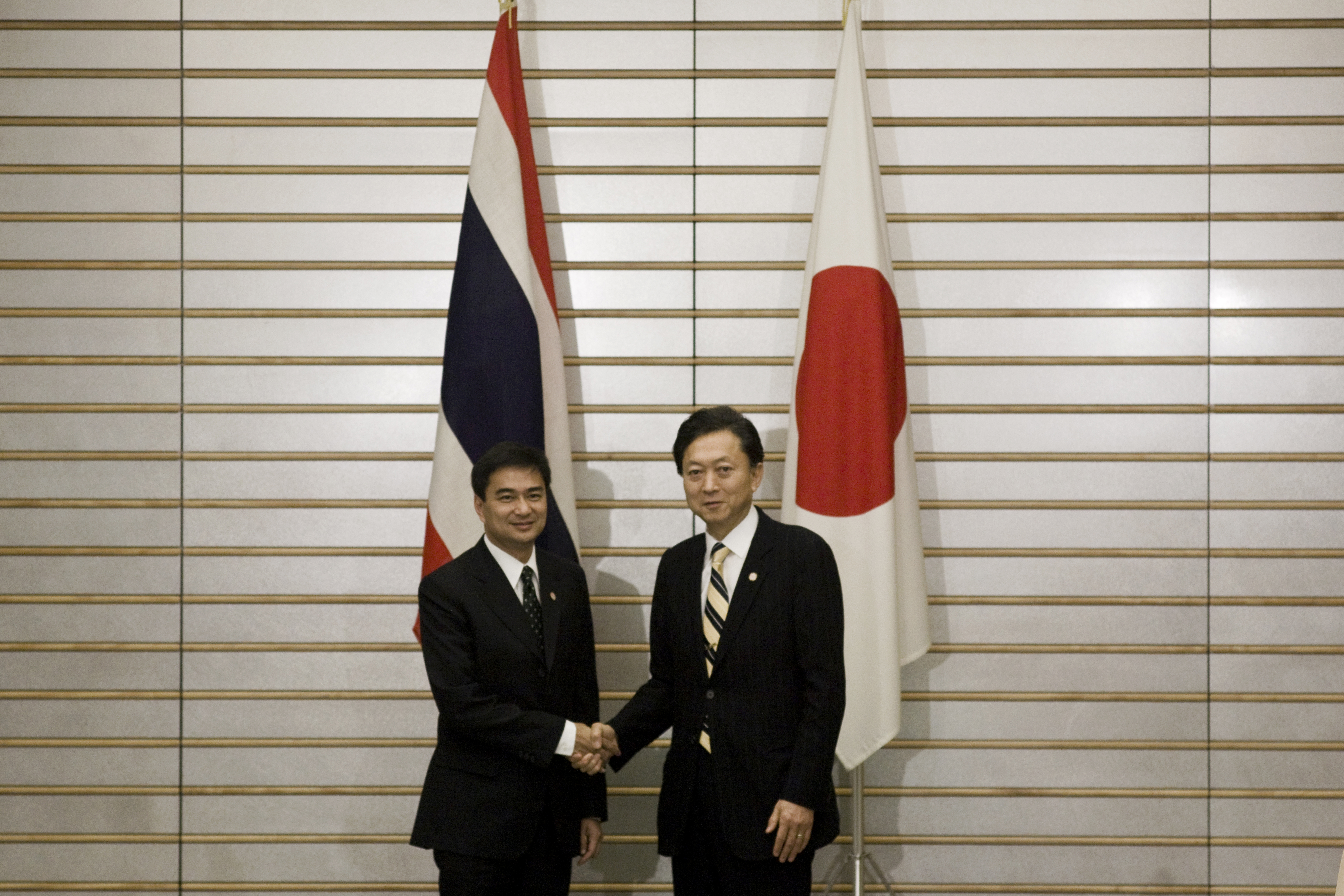
鳩山由紀夫とアピシット・ウェーチャチーワ首相

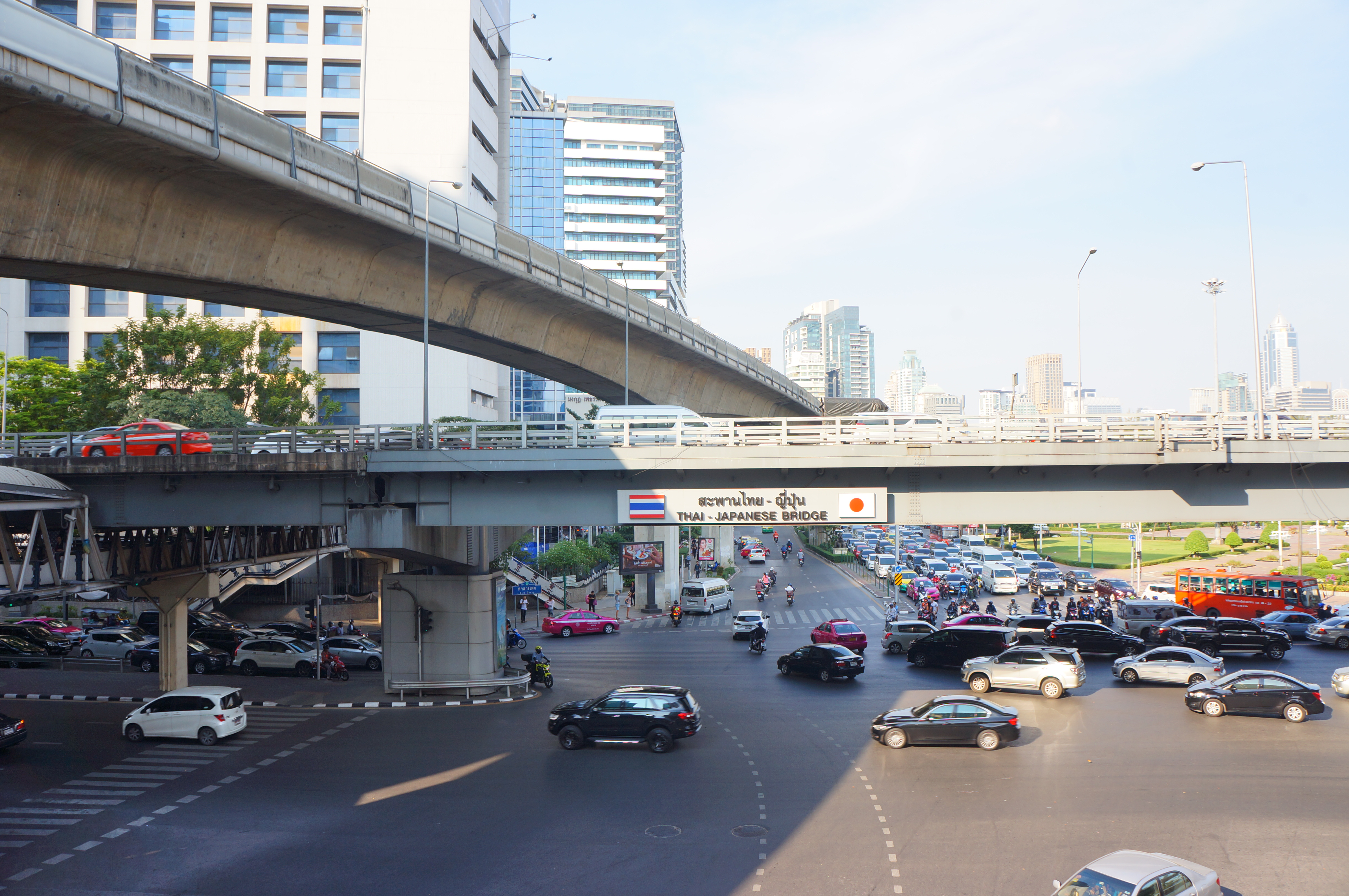
タイ日友好橋

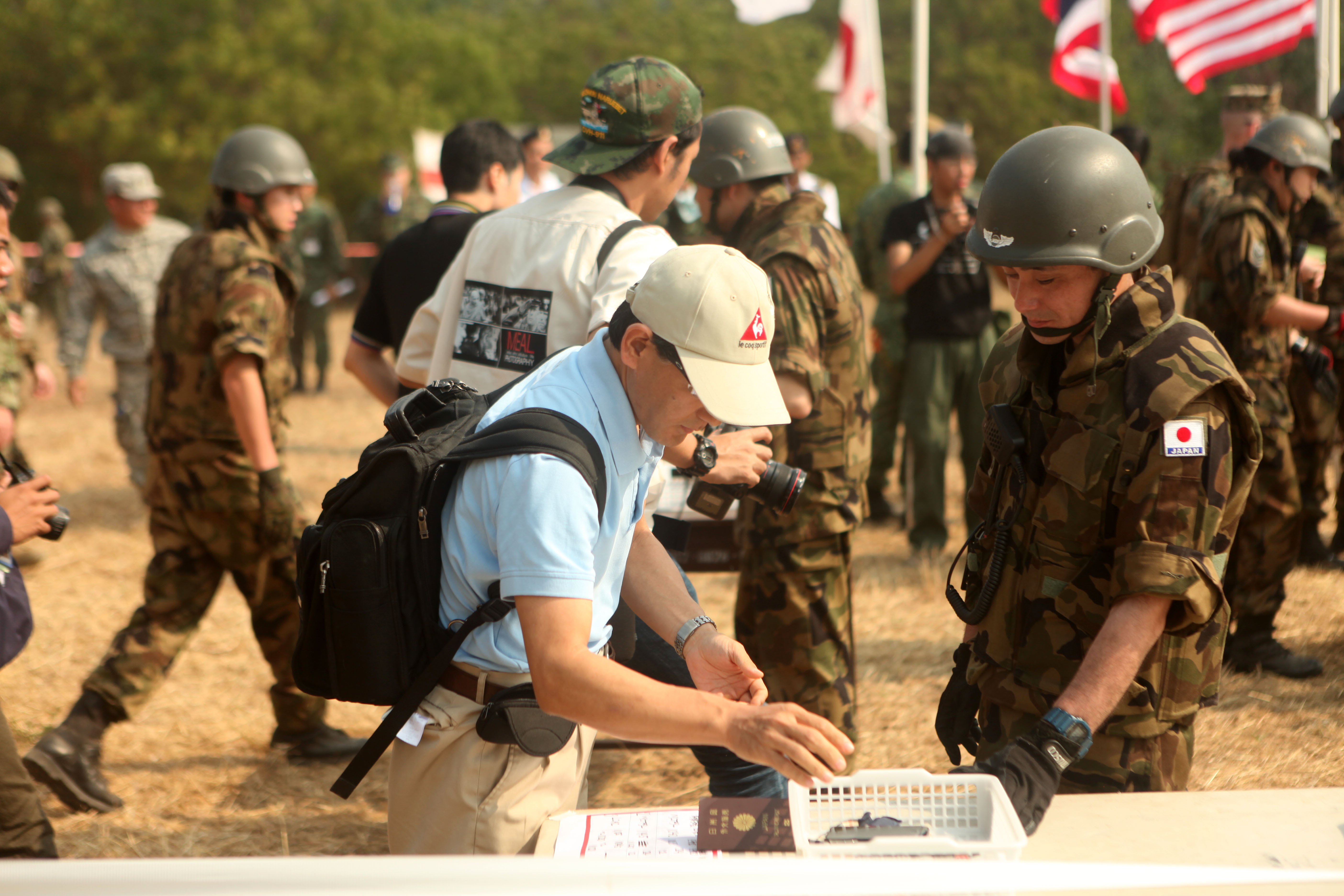
自衛隊 タイで邦人を退避させる訓練

1957年には、岸首相がタイを訪問（東南アジア6カ国歴訪）。国交回復後の日本とタイの関係はおおむね良好である。

日タイ間には経済的な深いつながりがあり、タイの国際貿易に占める対日割合は、輸出9.5%、輸入15.8%（2016年）であり、タイから見て日本は貿易額で中国に次ぐ第2位であり、現在でも主要な貿易相手国の1つとなっている。また、日本からのタイ向け直接投資は1,489億バーツ（2016年）となっており、これはタイに対する外国投資額全体のおよそ4分の1を占めている。さらに、日本とタイの貿易結合度は第1位となっており、世界とタイとの平均的な貿易結合度の4倍となっており、日中に勝る緊密度をもつ。
タイを訪れた日本人は140万人を越えており（2016年）、国別では中国に次ぐ第2位である。また、タイ王室と日本の皇室はしばしば往来を行うなど良好な関係にある。またタイ料理も日本で親しまれるようになっている。
2004年（仏暦2547年／平成16年）のスマトラ島沖地震では、海上自衛隊がタイに派遣された。日本は、アメリカとタイが主催する多国間演習コブラ・ゴールドに、定期的に参加している。
日本を訪れるタイ人も年々増えており、特に2013年7月に東南アジア諸国のビザ発給要件を緩和したことによって急増している。
2007年（仏暦2550年／平成19年）、日タイ修好120周年を迎え、東南アジアでは3か国目となるEPA『日本・タイ経済連携協定』を締結した。
2011年（仏暦2554年／平成23年）3月11日に日本で発生した東日本大震災（東北地方太平洋沖地震）に際して、タイ政府は日本へ食料支援をしている。また、日本への応援イベント"Thai For Japan"を企画し、国民議会の名の下に4億バーツの資金調達があった。さらに、タイ政府は1万5000トンの米と2億バーツの津波被害者支援予算を承認した。同年3月31日、東日本大震災の被災者に向けてタイ国民が義援金などの支援を提供してくれたことに対し、在タイ日本国大使館は感謝を伝える半ページの広告を地元紙に出した。大使館によると、新聞社側の善意で無料で掲載された。広告は日本とタイの国旗をあしらい、日本語、タイ語、英語で「日本国民への温かいご支援・ご声援ありがとうございます」と書かれている。バンコク首都府パトゥムワン区の大使館本館前にも同様のメッセージを書いた横断幕を掲げている。これは大使館側が約5万バーツの費用をかけて作成したが、受注した業者は「料金は要らない」と言っているというものの、大使館は「これは払わせてもらうつもり」と話している。2012年末時点で海外から日本赤十字社に寄せられた義援金の額を、日本赤十字社が179カ国・地域別にまとめ、1位アメリカ29.9億円、2位台湾29.2億円、タイは20・5億円で3位だった。
2017年（仏暦2560年／平成29年）、日タイ修好130周年を迎えた。
2019年（仏暦2562年／平成31年）4月1日、日本政府が新元号「令和」を公表したことはタイの地元マスメディアでも大きく報じられた。『マティチョン』は「日本政府が新たな元号『令和』を発表し、5月1日から使われる」と伝え、内閣官房長官菅義偉が発表した際の写真も掲載した。

## タイ人の対日・対日本人感情
2014年にピュー・リサーチ・センターが44カ国の4万8643人を対象に実施した調査によると、日本への好感度は、全調査対象国のうち、マレーシア、フィリピン、タイ、ベトナムなどの東南アジアにおいて高い傾向にあることが分かった。2016年に外務省が東南アジア各国に対日世論調査（一カ国約300名、Ipsos香港社に調査依頼）をしたところ、全般的に、東南アジア各国のなかでもインドネシア、フィリピン、ベトナム、マレーシア、タイの5か国の国民は、自国と日本との関係について、かなり好意的であることがわかった。
タイは親日国という評価が多数あり、タイ人の89%が日本を友好国だと思っており、アサンプション大学ABACポール研究所が行った世論調査では、タイ人が一番好きな国は日本である。2018年3月10日、財団法人「新聞通信調査会」が発表した、アメリカ、イギリス、タイ、中国、韓国、フランスの6カ国の市民それぞれ約1000人を対象に実施した世論調査の結果で、タイの対日好感度が6カ国中最も高く、98.3%だった。さらに、「日本を信頼できる」と回答した人の割合もタイが最も多く96.2%だった。2022年2月26日、財団法人「新聞通信調査会」は、アメリカ、イギリス、タイ、中国、韓国、フランスの6カ国の市民約1000人を対象に実施した世論調査の結果を公表し、日本に対し、好感が持てると答えた人の割合は、タイ93.4%、アメリカ79.0%、フランス78.1%、英国73.3%、韓国31.2%、中国26.3%だった。
「タイ人にとって日本は憧れの国でいいイメージを持っているので、日本人が自分の国について褒めてくれたり、いいことを言ってくれるのがうれしいんですよね」という意見もある。
日本のアニメ、J-POP、ファッションを愛するタイ人がたくさんおり、Japan Expo、アニメ、J-POPほか多くのイベントが行われている（2018年のJapan Expoの来場者は53万人）。タイの学者、Nopporn Suwanpanichは、「我々（タイ人）は、自分たちよりも文明的な国から学びたいと思っています」「日本はアジアで最も文明的な国です。私たちは日本人をヒーローだと思っています」と述べている。
中国ではタイが親日国である理由として以下のような分析をおこなっている。
1. 「タイ人たちは王室を非常に敬っている」ことで、皇室のある日本に好感を抱いており、タイの王室と日本の皇室には親交がある[52]。
2. 日中間のような戦争に起因するあつれきがない[52]。
3. 戦後およびアジア通貨危機のときに「日本が経済面で助けてくれた」[52]。
4. タイ人がきれい好きで、「礼儀正しくきれいな日本」に旅行に行くのが好き[52]。

一方これらは1990年代に起きた「ジャパナイゼーション」によりタイ人に日本の大衆文化が浸透し、2000年代の「緑茶ブーム」などによるものとされる。それ以前、とくに1972年11月20 - 30日に「反日貨運動」が、1974年1月田中角栄首相（当時）が訪問した時はは「反田中運動」が起きた。1974年の調査によると45.1％の市民、78％の官僚、87.5％の大学生が日本企業によるタイ企業による投資を「経済帝国主義」と考え、日本＝経済帝国主義、日本企業＝搾取、日本人＝尊大・わがままというステレオタイプが定着しており1970年代は特に反日感情が強かった。

## 年表
- 1477年 琉球王国とタイが交易を行う。
- 1592年 朱印船貿易開始。
- 1612年 山田長政がタイに渡る。
- 1621年 タイ使節団来日。徳川秀忠に謁見。
- 1627年 天竺徳兵衛、タイに来航。
- 1628年 山田長政、オークヤーに任命される。
- 1630年 山田長政が暗殺され、アユタヤ日本人町も焼き払われる。
- 1632年 日本人町再興。
- 1636年 タイ使節団来日。
- 1887年 日暹修好通商に関する宣言（日タイ修好宣言）[45]。
- 1898年 ラーマ5世が仏舎利を日本などに分与。1904年にはこれを祀るため覚王山日暹寺（現在の覚王山日泰寺）が建立されている。
- 1945年 日本降伏、外交関係中断。
- 1952年 外交関係回復。
- 1974年 田中角栄訪タイ
- 1991年 天皇皇后（令和時代の上皇上皇后）訪タイ[45]。
- 2003年 秋篠宮同妃及び両内親王訪タイ[45]。
- 2004年 高円宮妃が世界自然保護会議関係行事出席のため訪タイ[45]。
- 2005年 秋篠宮が研究のため訪タイ[45]。
- 2006年 ラーマ9世の即位60周年記念式典へ出席のために天皇皇后訪タイ[45]。
- 2007年 日タイ交流120年。日本における日タイ交流年。ワチラロンコン皇太子（のちの国王ラーマ10世）同妃及びラッサミチョート王子訪日[45]。日本・タイ経済連携協定（JTEPA）発効。

## 外交使節

### 在日タイ大使
1. プラヤー・スィー・セナー（タイ語版）（1937～1941年）
2. ディレーク・チャイヤナーム（タイ語版、英語版）（1942～1943年）
3. ルアン・ウィジット・ワーガーン（1943～1945年）
  - ※1945～1950年は、タイから日本への駐箚なし
4. サガー・ニンガムヘン（1950～1954年）
5. ルアン・ピニット・アクソーン（1954～1958年）
6. モームチャオ・シッシャノック・グリダーコーン（タイ語版）（1958～1964年）
7. ウィトゥーン・ホンサウェート（1964～1966年）
8. オーブン・ワニックン（1966～1972年）
9. スポット・ピアンスントーン（ピャンスントン、1972～1973年、信任状捧呈は9月14日[54]）
10. ソムポーン・スチャリックン（1973～1977年）
11. パヨン・シュティクン（1977～1979年）
12. サウィチェーン・ワッタナクン（タイ語版）（1980～1987年）
13. モムルアン・ピーラポン・ガセームスィー（タイ語版）（1988～1991年）
14. ジェーツ・スチャリックン（1991～1994年、信任状捧呈は7月4日[55]）
15. シャワット・アッタユック（1994～1999年、信任状捧呈は11月22日[56]）
16. サクティップ・グライラーク（1999～2001年、信任状捧呈は5月6日[57]）
17. カシット・ピロム（タイ語版、英語版）（2001～2004年、信任状捧呈は12月21日[58]）
18. スウィット・シマサクン（2004～2009年、信任状捧呈は7月23日[59]）
  - （臨時代理大使）ピチャイ・イサラパクディ（2009～2010年）
19. ウィーラサック・フートラクーン（タイ語版）（2010～2012年、信任状捧呈は2月19日[60]）
  - （臨時代理大使）シントン・ラーピセートパン（2012年）
20. タナティップ・ウパティシン（2012～2015年、信任状捧呈は12月20日[61]）
  - （臨時代理大使）シントン・ラーピセートパン（2015年）
21. シハサック・プアンゲッゲオ（2015～2016年、信任状捧呈は5月7日[62]）
  - （臨時代理大使）パカワット・タンサクン（2016年）
22. バンサーン・ブンナーク（ポーランド語版）（2016～2019年、信任状捧呈は3月31日[63]）
  - （臨時代理大使）サリニー・ポンプラパイ（2019～2020年）
23. シントン・ラーピセートパン（臨時代理大使と同一人物、2020～2023年、信任状捧呈は3月17日[64]）
  - （臨時代理大使）プラーンティップ・ガーンジャナハッタキット（2023～2024年）
24. ウィッチュ・ウェチャーチーワ（2024年～、信任状捧呈は6月6日[65]）